# 鍋田干拓地

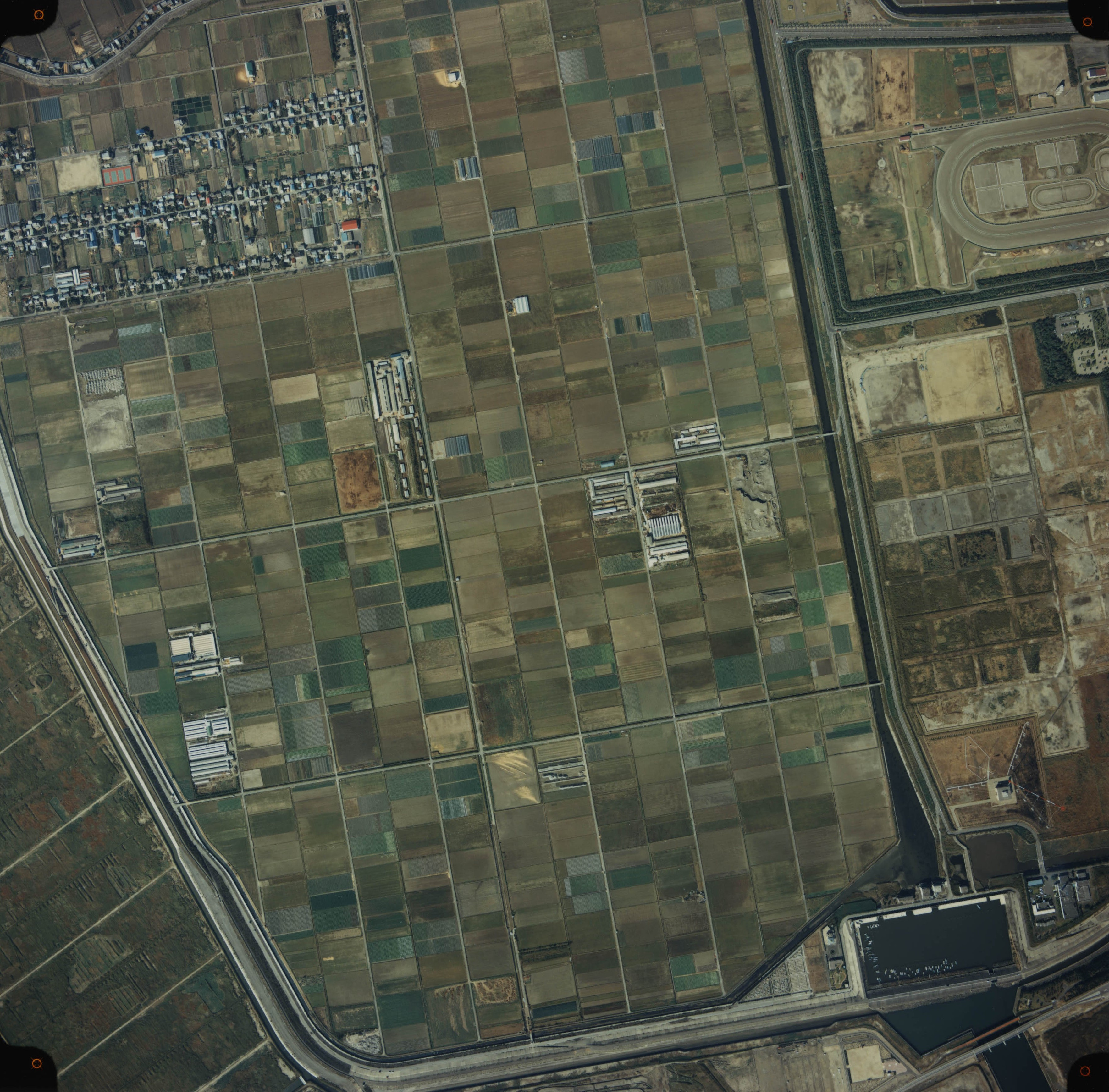
鍋田干拓地（、1987年）

鍋田干拓地（なべたかんたくち）は、愛知県弥富市にある干拓地。当時の海部郡鍋田村の地先を干拓し陸地化された。

## 地理
弥富市の南部に位置し、伊勢湾を干拓して開発された。総面積400ヘクタール。ただし、鍋田干拓事業で計画された面積はこれよりも広い（詳細は後述）。名古屋港の埋め立て地や木曽岬干拓地が隣接する。伊勢湾岸自動車道が干拓地内を通っており、弥富木曽岬IC（四日市方面）の出入り口が設けられている他、湾岸弥富IC（豊田方面）も近くに存在する。

## 歴史

### 前史
この地域では古くから干拓が盛んに行われており、現在の鍋田干拓地の一部も江戸時代末期に八穂新田、六野新田、上野新田として計390ヘクタール相当が干拓されていたが、度重なる水害や1854年（安政元年）の安政東海地震などにより海に沈んだまま長い間放置されていた。ただ、海に沈んだとは言え地権者の権利は存続しており、地権者など整理のため、行政上小字名も存在していた。地元の人々は干拓地跡で葦を刈って収入を得ており、これが漁業権と共に再度の干拓の妨げとなって、長らく干拓地は復旧されなかった。

### 着工後
鍋田干拓地は食糧増産や農家の二男、三男対策等を目的として1946年（昭和21年）、当時の農林省により着工された。当初の計画面積は633ヘクタール。中央の水路を挟んで西側の一期工区と東側の二期工区に分けられ、後には現在の木曽岬干拓地の場所に木曽岬工区204ヘクタールも計画された。1955年（昭和30年）に潮止めを行い、1956年（昭和31年）には一期生50名が入植。入植者は公募で集められ、面接で選考後、当時豊橋市にあった開拓訓練所と現地で訓練を受けて入植したが、入植者の住居は現在とは異なり干拓地内に広く分散する形で設けられる事となっていた。入植者は当初は干拓地の建設工事に従事していたが、1959年（昭和34年）にはようやく営農を開始。その年の9月までに干拓工事の93％が完了しており、翌年の3月にはすべて完了する予定となっていた。

### 伊勢湾台風
入植後最初の収穫を目前に控えた1959年（昭和34年）9月26日、伊勢湾台風により鍋田干拓地は壊滅的な被害を受けた。台風の高潮などにより、堤防が大きく破壊され、干拓地の全域が水没。住宅地と耕地は全滅し、318名いた在住者の内133名の命が失われた。内訳は入植者48名・家族73名・同居人12名で、台風の4日前に現地入りした第7期の入植者（17〜20歳）17名も含まれていた。また、新婚の花嫁16名や4ヶ月を越えた妊婦38名が亡くなり33戸では一家全員が死亡している。
国土地理院の地図・空中写真閲覧サービスによる、台風襲来2ヶ月後となる1959年11月26日と4ヶ月後となる1960年1月26日の空中写真には、水没したままの干拓地の様子が捉えられている。

### 伊勢湾台風後
台風後は干拓地内の北部に囲繞堤（いじょうてい）と呼ばれる内堤防（第2線堤防）が築かれ、ここから生活を再建していった。分散していた入植者の住宅も、この中に移された。後には鍋田干拓地を囲む堤防も、伊勢湾台風級の高潮が来ても決壊しないように高いだけでなく幅も広くとって強固に作り替えられた。
復旧に際しては、一期工区については従来通り農業用地として再建が進められたが、二期工区は公共用地に転用され、名古屋競馬の弥富トレーニングセンターや弥富野鳥園などが造られた。木曽岬工区については後に同じ場所に木曽岬干拓地が造られた。鍋田干拓事業として開発が計画された土地で、現在鍋田干拓地と呼ばれるのは一期工区分のみとなっている。
鍋田干拓地の開発以降も周囲の干潟などが次々と陸地化され、鍋田干拓地も実質的には内陸となった。しかし、周囲の埋め立て地などの多くは農業用ではなく工業用地として開発され、農業用として干拓が始められた木曽岬干拓地も農業用地以外に転用されることになったことから、この地域において数百年の間行われてきた農業用の干拓事業も鍋田干拓地が最後となった。

### 年表
- 1833年（天保4年） - 現在の鍋田干拓地の場所に尾張藩などの出資により干拓工事着手
- 1837年（天保8年） - 八穂新田、六野新田、上野新田が開発される
- 1850年（嘉永3年） - 水害で堤防が決壊し、18人の死者を出す
- 1854年（安政元年） - 地震により堤、田畠が沈下
- 1855年（安政2年） - 水害で堤防が決壊、120戸中116戸が流出し、30人の死者を出す
- 1858年（安政5年） - 復旧が断念され、これ以降長らく亡所のまま放置される

- 1946年（昭和21年） - 国の直轄事業として鍋田干拓事業に着手
- 1955年（昭和30年） - 潮止め工事完了
- 1956年（昭和31年） - 入植を開始
- 1959年（昭和34年） - 伊勢湾台風により堤防が決壊し壊滅的被害、死者133名
- 1960年（昭和35年） - 鍋田干拓堤防応急仮締切工事完了
- 1961年（昭和36年） - 入植が終了
- 1964年（昭和39年） - 干拓事業完了
- 1983年（昭和58年） - NHK鍋田ラジオ放送所の運用開始
- 2002年（平成14年） - 伊勢湾岸自動車道開通

## 問題

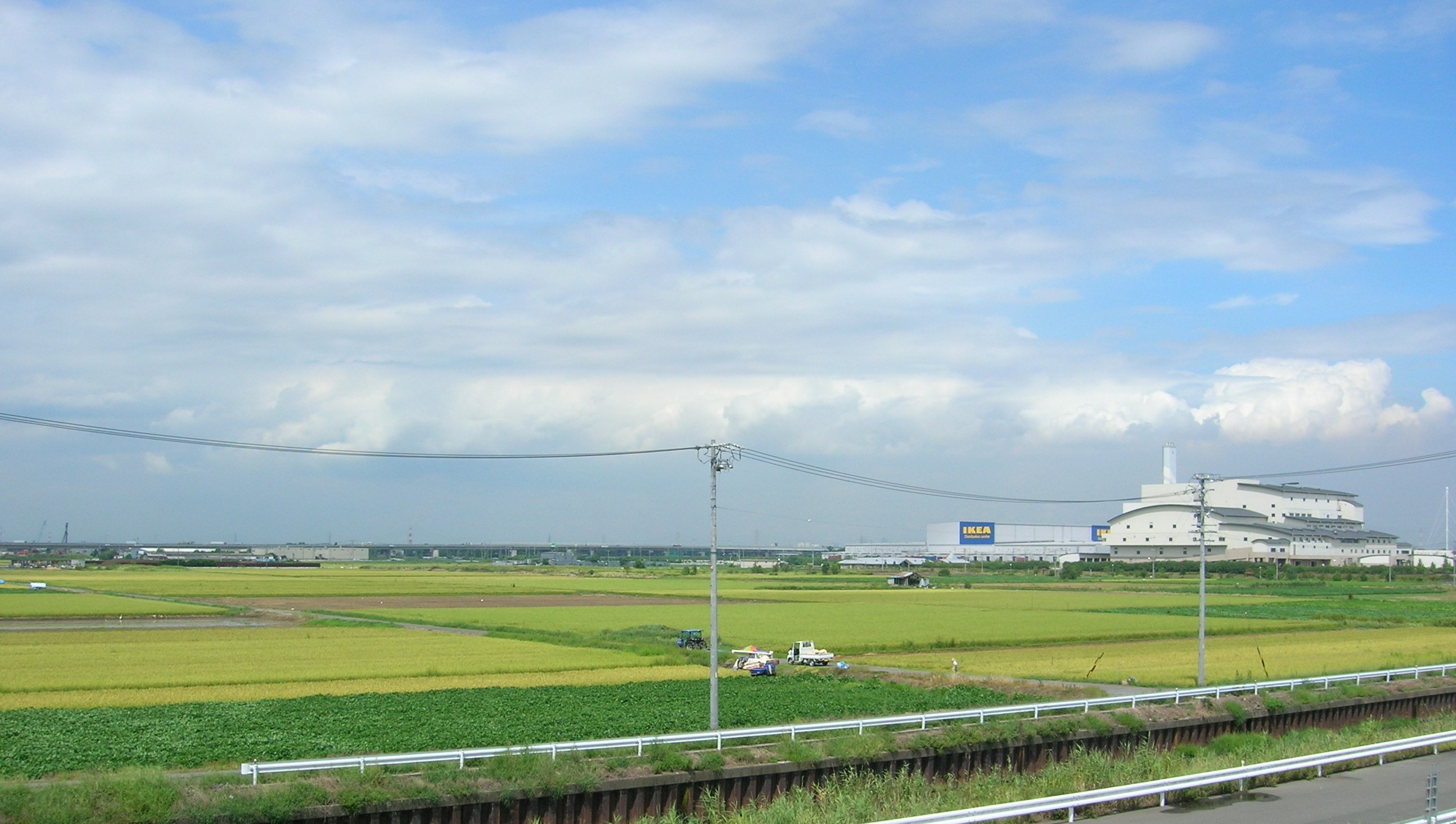
農地の奥に八穂クリーンセンターとIKEAの物流倉庫が見える（2011年）

干拓地内は人口密度が低い上に北部以外には住宅地が存在せず、また、まとまった土地が手に入りやすい事から、干拓地やその周辺にはし尿処理場やゴミ焼却場、火葬場といったいわゆる「迷惑施設」が建設されている。当然地元としてもこれらを好んで受け入れてきたわけではなく、1993年（平成5年）に魚アラ処理施設が建設された際には、これ以上迷惑施設を建設しない事が約束されていた。にもかかわらず、2002年（平成14年）には海部地区環境事務組合の八穂クリーンセンター（ゴミ焼却場）が建設されている。これは、計画当時佐織町（現・愛西市）にあったゴミ焼却場が、周辺住民と約束した操業期限を越え、一時停止を求める仮処分申請を出されるような事態となっていたが、他に移転可能な土地が見つからず、結局鍋田干拓地で受け入れるほか無かったためである。さらに後には日光川下流流域下水道の最終処分場も隣接地に建設されることとなった。ただし、こうした迷惑施設の建設により多額の周辺対策費が落ちているのも事実ではある。ゴミ焼却場建設の際には、焼却熱を利用した入浴施設付きの「弥富いこいの里」が建設された。
また、元々名古屋市に近い上に、近年は伊勢湾岸自動車道を初めとする道路交通網の発達が著しく、農業の斜陽化もあって、農地を転用して物流施設などを建設すべきとも言われた。その後10年ほどで、実際に多くの企業の物流拠点が設けられている。
上記のように民家が少ない上に人口密集地に近く、道路交通網も発達している事から、ゴミの不法投棄が絶えないなどの問題もある。

## 文化財
- 伊勢湾台風殉難之碑
- 八穂地蔵：明治8年に漁師により引き上げられ、江戸時代の八穂新田の地蔵として別の地に安置されていたが、1963年（昭和38年）に鍋田干拓地内へ移された。

## 参照
1. 1 2 3 4  山野明男『日本の干拓地』財団法人農林統計協会、2006年2月10日発行
2. ↑  『木曽岬町史（木曽岬村史改訂版）』木曽岬町役場、1998年3月31日発行
3. ↑  弥富町史編纂委員会、安藤敬一郎監修『弥富町誌』弥富町、1994年3月31日発行
4. ↑  
“弥富町鍋田干拓海岸堤東側の堤防基礎” (PDF).   国土交通省 (2010年2月9日). 2019年10月9日閲覧。
5. ↑  “鍋田川河口付近の鍋田干拓堤の基礎” (PDF).   国土交通省 (2010年2月9日). 2019年10月9日閲覧。
6. ↑  「鍋田干拓」、P.167
7. 1 2  「鍋田干拓」、P.32
8. ↑  国土地理院 地図・空中写真閲覧サービス
9. ↑  “地図・空中写真閲覧サービス”.   国土地理院. 2019年10月9日閲覧。
10. ↑  “地図・空中写真閲覧サービス”.   国土地理院. 2019年10月9日閲覧。
11. ↑  囲繞堤に思い深く　伊勢湾台風後、集落再建の象徴　弥富町　／愛知『朝日新聞』2001年2月39日　朝刊愛知1面　24面
12. 1 2  海部・津島　焼却場の行方　ゴミ問題和解に寄せて（下）『中日新聞』1997年9月20日　朝刊　地方版（尾張版）　22面
13. ↑  愛知県佐織町の清掃工場-周辺住民28操業中止求め仮処分申請『朝日新聞』1997年5月7日　名古屋朝刊　21面
14. ↑  西進する湾岸道　弥富インター開通（上）『中日新聞』2000年3月25日　朝刊　20面
15. ↑  施策ウォッチ　不法投棄のごみに泣く　弥富　県内有数の米所、鍋田干拓『中日新聞』1998年2月17日　朝刊　21面